# 天府四川金融博物馆
天府四川金融博物馆（英語：Tianfu Sichuan Museum of Finance）是一座位于四川省成都市的博物馆。

## 历史
2019年5月18日建成开放，位于四川省成都市成华区滨河路8号成华公园内，原为海洋馆旧址，展示面积约5,227平方米，藏品454件。

## 营业时间
- 周一至周五：上午十点至下午五点半
- 周末闭馆

## 交通
- 成都地铁3号线红星桥站